# 631 Philippina
631 Philippina eller 1907 YJ är en asteroid i huvudbältet, som upptäcktes 21 mars 1907 av den tyska astronomen August Kopff i Heidelberg. Den har fått sitt namn efter Philipp Kessler, en vän till upptäckaren.
Asteroiden har en diameter på ungefär 50 kilometer.